# Calodactylus boliviensis
Calodactylus boliviensis är en skalbaggsart som beskrevs av Moser 1918. Calodactylus boliviensis ingår i släktet Calodactylus och familjen Melolonthidae. Inga underarter finns listade.